# Нова Рудня (Житомир)
Нова Рудня — історична місцевість Житомира, колишнє село.

## Розташування
Місцевість розташована на західній околиці Житомира, у межах Богунського адміністративного району. Місцевість знаходиться між лівим берегом річки Кам'янки і правим берегом річки Лісної.

## Історичні відомості
Заснована у 1788 році графом Іллінським як слобода. Відома з плану міста 1799 року. Тоді на Новій Рудні було 6 садиб. Назва місцевості походить від назви промислу, що здійснювався на цих землях, а саме видобування болотної руди у заболочених низинах річки Кам'янки. Приставка «Нова» свідчить про те, що Нова Рудня виникла і заселена пізніше міської Рудні.
У 1799 році на землях Нової Рудні постало римо-католицьке кладовище.
У 1906 році Нова Рудня — село Троянівської волості Житомирського повіту, що знаходилося в 2-х верстах від губернського міста Житомира, налічувало 7 дворів та 95 мешканців.
Станом на 1951 рік Соснова вулиця мала назву «вулиця Нова Рудня».